# Mogrinos – Words
Mogrinos – Words – album studyjny Leszka Możdżera wydany w 2004 roku nakładem wytwórni SOLITON.
MOGRINOS to polsko-niemiecki projekt (nazwa powstała od pierwszych liter nazwisk biorących w nim udział artystów). Oprócz pianisty Leszka Możdżera w nagraniach płyty wzięli udział Christof Griese (saksofon), Niko Schauble (perkusja) i Horst Nonnenmacher (kontrabas).

## Lista utworów
1. Gone Bush
2. Inner City Drive
3. A Grey Day In May
4. Instering Aminals
5. Twelve Tears For W.J.
6. Alan's Delight
7. Next To Halifax
8. Somewhere, Sometime
9. Azure Window
10. Till's Window
11. Words